# جواد إسين
جواد إيسن، ولد في 21 يناير 1991 في الدار البيضاء، هو لاعب كرة قدم مغربي يلعب كمهاجم لصالح نادي شباب الريف الحسيمي.

## روابط خارجية
- جواد إسين على موقع قاعدة بيانات كرة القدم.إي يو (الإنجليزية)